# Maison des Petits Palets
La maison des Petits-Palets est un édifice de la commune de Dol-de-Bretagne, dans le département d’Ille-et-Vilaine en région Bretagne, datant du XIIe siècle.   

## Nom
La maison des Petits-Palets porte parfois d'autre noms. M. Langlois utilise le terme de maison des Plaids. Pour sa part François Duine a mentionné le Petit Palais ou la maison des Petits-Palets.

## Situation
Cette maison est située dans le centre-ville de Dol-de-Bretagne au no 17 de la Grande Rue des Stuarts.

## Historique
La maison remonte au XIIe siècle et a été remaniée au XVIIe siècle. 
Langlois écrit à son sujet que les rendus de justice se faisaient par les fenêtres de cette maison, ce que François Duine contredit : « On raconte aux étrangers que la justice de l’évêque s’exerçait dans cette "maison des Plaids". Pure fantaisie. Ce n’était qu’un hôtel particulier "mais d’un beau style et où s’accuse le caractère architectonique du XIIe siècle". »
Elle fait l’objet d’une inscription au titre des monuments historiques depuis le 7 mars 2014.
Elle serait une des plus anciennes maisons de France.

## Description et architecture
Le bâtiment de deux étages est remarquable par sa série de trois arcades en plein cintre situé en façade. À gauche, on trouve une double arcade reposant sur un pilier central et à droite un arcade simple avec un pilier de chaque côté. Ces arcades sont sculptées de frises géométriques en bâtons brisés et les chapiteaux des piliers sont également sculptés.
François Duine la décrit ainsi : « C’est un édifice d’un seul étage, en pierres de taille de granit, avec de grandes baies, encadrées d’archivoltes en plein cintre, ornées de moulures en zigzag. Ces baies ont été bouchées, puis percées de fenêtres carrées. »